# En retirada
En retirada es una película argentina del género Policial Neo-noir y Acción de 1984 dirigida por Juan Carlos Desanzo. Fue escrita por Desanzo junto a José Pablo Feinmann y Santiago Carlos Oves. Es protagonizada por Rodolfo Ranni, Julio de Grazia, María Vaner, Villanueva Cosse, Edda Bustamante, Osvaldo Tesser, Jorge Sassi, Osvaldo Terranova y Gerardo Sofovich, y cuenta con la participación de la primera actriz Lydia Lamaison.
Fue estrenada el 28 de junio de 1984, y cronológicamente es la primera película argentina que trata explícitamente la temática de los desaparecidos y el accionar de los grupos de tareas durante la última dictadura cívico-militar argentina (1976-1983); si bien La historia oficial, estrenada en 1985, alcanzaría una repercusión mucho mayor a nivel nacional e internacional, haciéndose acreedora de un premio Oscar a la Mejor Película Extranjera.

## Sinopsis
Al finalizar la última dictadura cívico-militar y con la vuelta de la democracia a la Argentina en 1983 los "grupos de tareas" del Proceso saben que se quedarán sin trabajo. Ricardo, apodado "El Oso" (Rodolfo Ranni), fue integrante de uno de estos grupos, y ahora deambula por Buenos Aires sin saber qué hacer. Cuando un día es reconocido en la calle por Julio (Julio de Grazia), padre de un joven desaparecido que torturó, El Oso tiene que esconderse. Su situación se vuelve insostenible y quiere contactarse con sus viejos camaradas para saber qué está pasando y descubre que dejaron los lugares que frecuentaban.
Solo y desesperado, Ricardo se siente traicionado e intenta utilizar la información que tiene para conseguir dinero e irse del país, extorsionando al directivo extranjero de una empresa, Mr. Thomas (Theodore Mc Nabney), quién requirió eventualmente de sus servicios en el "Operativo Candado". Enterado de la amenaza de Ricardo a Mr. Thomas, reaparece su antiguo jefe, Arturo (Gerardo Sofovich), quien le trata de explicar que no hay más "trabajos" por hacer, y le advierte que se está convirtiendo en un sujeto peligroso para sus excompañeros que están "en retirada". Arturo le entrega una suma de varios miles de dólares y un pasaje de avión con destino a El Salvador, país que se hallaba entonces bajo una dictadura militar, y en el pasado reciente había estado bajo la órbita de la Junta Militar argentina. Entonces Ricardo consigue un pasaporte paraguayo falsificado para poder huir del país. No obstante, las cosas no saldrán como él las planea.

## Reparto
- Rodolfo Ranni - Ricardo, "El Oso"
- Julio De Grazia - Julio
- María Vaner - Ana
- Osvaldo Terranova - Jefe de redacción
- Lydia Lamaison - Madre de Ricardo
- Gerardo Sofovich - Arturo
- Edda Bustamante - Cecilia, antigua pareja de Ricardo
- Villanueva Cosse - Presentador de televisión
- Osvaldo Tesser - Empleado
- Jorge Sassi - Amante de Cecilia
- Pablo Brichta - Fotógrafo
- Max Berliner - Brandsen
- Lita Fuentes - Dueña de pensión
- Theodore Mc Nabney - Mr. Thomas (como Theodoro Mc Nabney)
- Charly García Nieto - Hijo de Julio
- Graciela Pesezkin - Muchacha
- Vicky Olivares - Secretaria
- Norma Kraider - Modelo erótica
- Inés Moro
- Lelio Lesser - Chofer homosexual
- Néstor Francisco
- Laura Colominas
- Carlos Abbate - Sonidista TV
- Santiago Carlos Oves - Nuevo inquilino (cameo)
- Daniel Navarro - Muchacho juegos electrónicos
- Yamil Akel - Recepcionista
- Maggie Fontán - Secretaria de Mr. Thomas
- Gachi Brichta - Secuestradora
- Inés Murray - Vecina